# アライド・エア
アライド・エアはナイジェリアのラゴスを拠点に運航する貨物航空会社。ナイジェリアからアフリカ全域へ定期便とチャーター便を運航している。ハブ空港はラゴスにあるムルタラ・モハンマド国際空港。

## 歴史

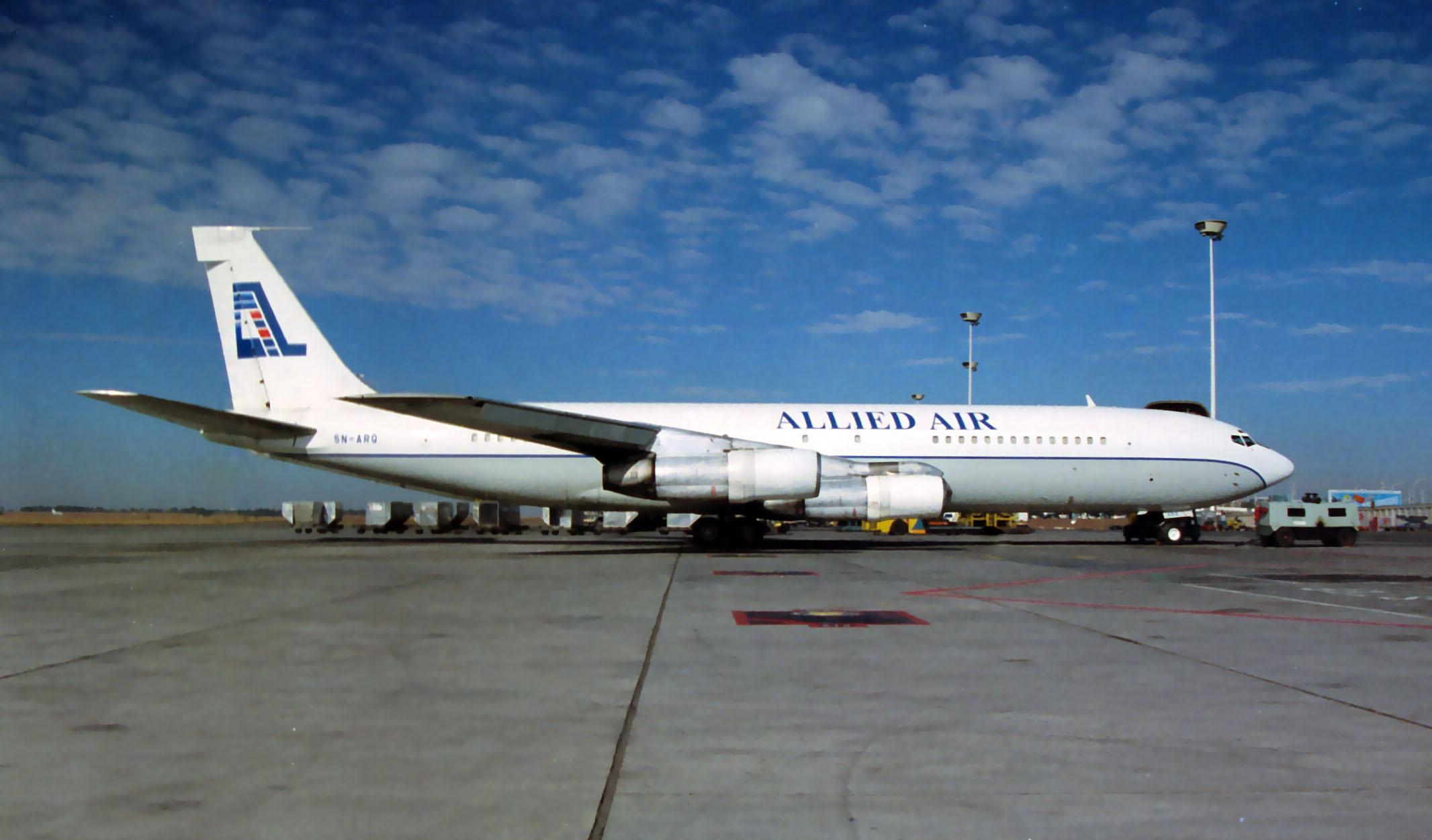
ボーイング707-300C

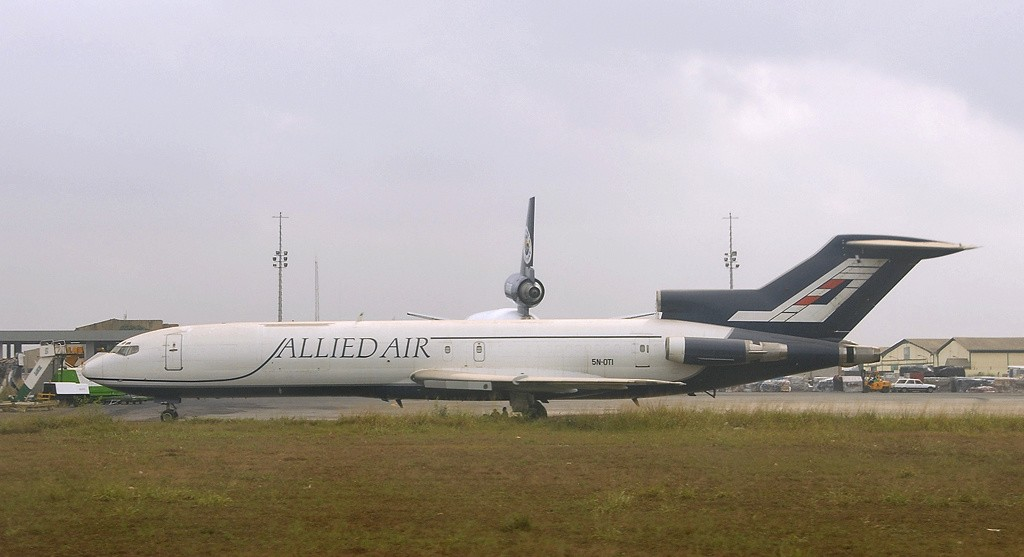
ボーイング727-200F

アライド・エアは1998年に設立されたナイジェリアの貨物航空会社である。ナイジェリア政府は、安全性を向上させるため、2007年4月30日に運航を停止させた。その後、安全性がナイジェリア民間航空局（NCAA）の基準を満たし、再び運航を開始した。

## 就航地
主な目的地は、アクラ、フリータウン、モンロビア、エンテベ、マラボなどである。また、リエージュ空港行きの定期便も運航している。

## 機材
アライド・エアの保有機材は以下の通り（2017年8月現在）
他にも、ボーイング727-200Fを複数運航していたが、2012年6月2日に発生した事故により損失した。

## 航空事故
2012年6月2日、ムルタラ・モハンマド国際空港発コトカ国際空港行きアライド・エア111便（DHL便として運航）がコトカで着陸に失敗し、滑走路をオーバーランした。乗員は全員無事だったが、地上の12人が死亡した。
この事故はアライド・エアが起こした唯一の事故である。